# Can Fausto
Can Fausto és una casa d'estil gòtic tardà a situada al nucli urbà de Breda (la Selva). La casa, construïda entre mitgeres, consta de planta baixa i pis i teulat amb teula àrab. L'habitatge ha conservat la seva estructura i elements originals (tot i que la façana té parts arrebossades i altres només amb pedra). Planta baixa amb porta en arc conopial, i al primer pis un element interessant: una obertura subdividida en tres finestrals, la inferior més ample i els superiors amb arcs conopials.
Hi ha un plànol del 29 de juny 1836: “Croquis del Pueblo y defensas de San Salvador de Breda” on hi apareix el Carrer dels Còdols, i és el plànol més antic que es conserva a Breda.